# Pedro Chafik Germano
Pedro Chafik Germano (Cachoeira do Sul, 6 de abril de 1930 – 17 de abril de 2006) foi um médico veterinário e político brasileiro.
Filho de Taufik Badui Germano e de Nagibe Germano. Casou com Míriam Hipp Germano, com quem teve dois filhos. Seu irmão Otávio Germano foi deputado federal pelo Rio Grande do Sul em 1975 e vice-governador do estado entre 1979 e 1983.
Foi eleito prefeito de Cachoeira do Sul em novembro de 1972, pela arena, terminando sua gestão como prefeito em janeiro de 1977.
Foi eleito deputado federal nas eleições estaduais no Rio Grande do Sul em 1978, reeleito nas eleições estaduais no Rio Grande do Sul em 1982.